# 5108 Lübeck
5108 Lübeck è un asteroide della fascia principale. Scoperto nel 1987, presenta un'orbita caratterizzata da un semiasse maggiore pari a 2,3049963 UA e da un'eccentricità di 0,1099562, inclinata di 6,42788° rispetto all'eclittica.
Fa parte della famiglia di asteroidi Vesta.
È dedicato al compositore e organista tedesco Vincent Lübeck.